# Lac de Hautafulhe
Le lac de Hautafulhe est un lac pyrénéen français situé administrativement dans la commune d'Arrens-Marsous dans le département des Hautes-Pyrénées, dans le Lavedan en Occitanie.
Le lac a une superficie de 0,4 ha pour une altitude de 2 361 m.

## Toponymie
En occitan, hautafulhe, toponyme francisé de haoutafulla signifie « feuillus à haute altitude ».

## Géographie
Le lac de Hautafulhe est un lac naturel situé dans l'enceinte du parc national des Pyrénées, dans la vallée d'Arrens en val d'Azun.

### Topographie
|                             | Pic de Fanlou (2 598 m)                          |  |
|                             | lac de Hautafulhe                                |  |
| Pic de Hautafulhe (2 647 m) | Lac de Pouey Laün (2 548 m) Pic Arrouy (2 708 m) |  |

### Hydrographie
Le lac a pour émissaire le ruisseau de la Lie.

## Protection environnementale
Le lac est situé dans le parc national des Pyrénées et fait partie d'une zone naturelle protégée, classée ZNIEFF de type 1 : Versant est du Gabizos

## Voies d'accès
Le lac de Hautafulhe est accessible par le versant nord-est par le sentier au départ du lac du Tech ou par le versant sud en passant par le col d'Hospitalet en provenance du  barrage de Migouélou.